# Radio Belgrad

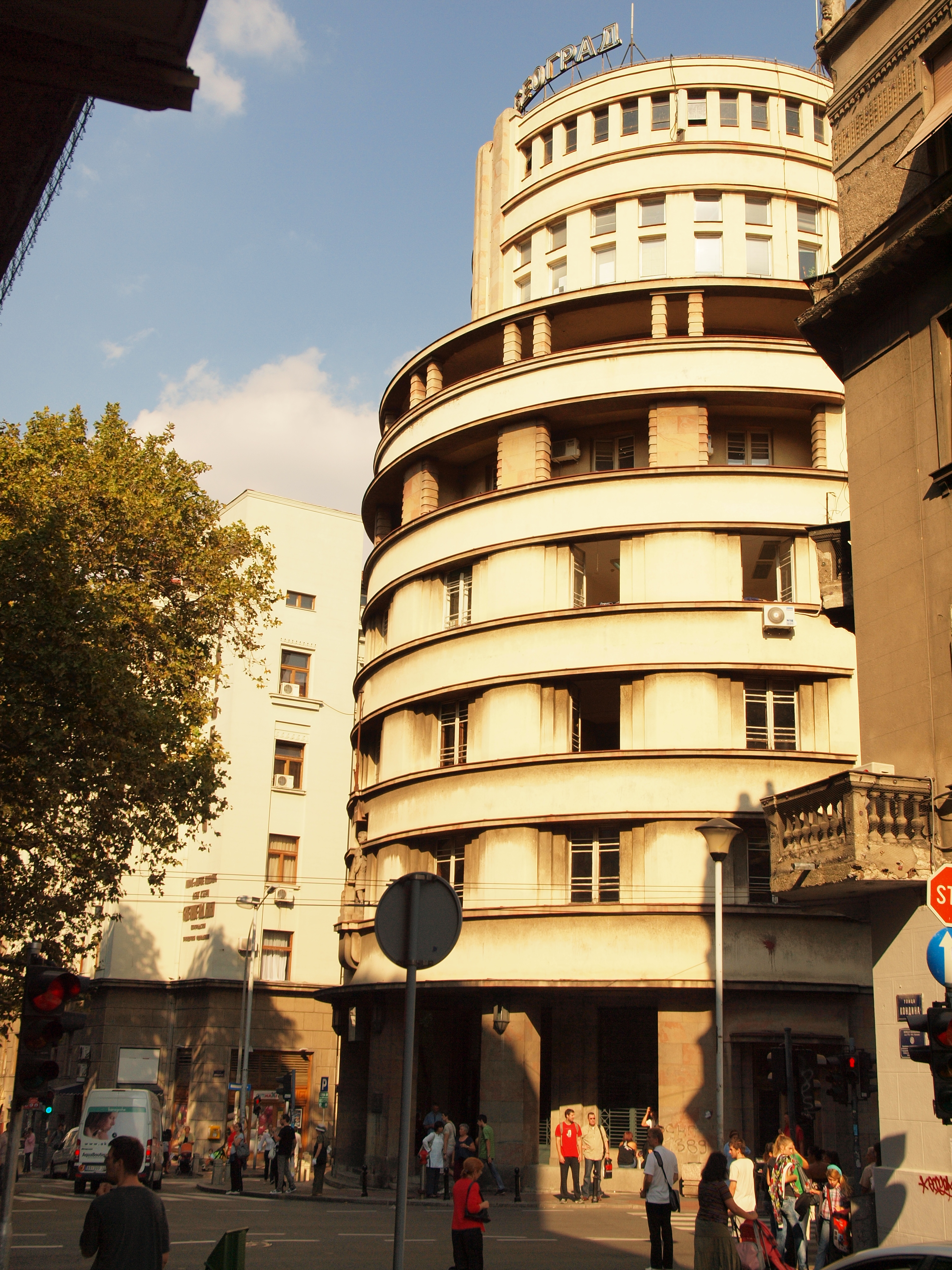
Radio Belgrad-Hauptfunkhaus in Belgrad, 1931

Radio Belgrad (serbisch Радио Београд Radio Beograd) ist eine öffentlich-rechtliche Rundfunkgesellschaft in Belgrad. Sie ist die Hörfunksparte von Radio-Televizija Srbije (RTS), der öffentlich-rechtlichen Rundfunkorganisation in Serbien. Die verschiedenen Programme des Senders werden in ganz Serbien ausgestrahlt. Das Hauptprogramm, Radio Belgrad 1, wurde 2007 durchschnittlich von 1.170.551 Zuhörern täglich gehört und ist damit eines der meistgehörten Radioprogramme in Serbien.

## Geschichte
Der Vorgänger von Radio Belgrad, Radio Beograd-Rakovica, begann sein Programm 1924 und war Teil der staatlichen Telegraphenstationen. Der Sender wurde umstrukturiert und startete als Radio Belgrad Aktiengesellschaft im März 1929. Das Programm bestand aus Musik, Nachrichten, Radio-Dramen und Theatermitschnitten.

### Soldatensender Belgrad
Nachdem am 6. April 1941 Belgrad durch die Achsenmächte bombardiert wurde (Unternehmen Strafgericht), war die weitere Ausstrahlung beendet. Nach der Besetzung der Stadt und des Senders betrieb die deutsche Wehrmacht diesen als Soldatensender Belgrad auf derselben Frequenz. Das Programm des Senders konnte in ganz Europa und dem Mittelmeergebiet zwischen Narvik und Kairo empfangen werden. Ein Leutnant des Senders brachte vom Reichssender Wien wenig bekannte Lieder mit, darunter ein kaum bekanntes, von Lale Andersen gesungenes Stück, Lili Marleen. Aus Mangel an Stücken hatte der Sender dieses Lied häufig im Programm. Aufgrund eines kurzzeitigen Verbots der Ausstrahlung durch Heinrich Himmler und der resultierenden Welle von Soldatenbriefen aus ganz Europa begann Radio Belgrad Lili Marleen wieder auszustrahlen und spielte Andersens Einspielung jeden Abend kurz vor Sendeschluss um 21:55. Das Lied wurde so populär, dass Soldaten aller Armeen, wie das im Mittelmeer stationierte Deutsche Afrikakorps und die britische 8. Armee sich regelmäßig zum Sendetermin einschalteten.

### Nachkriegsperiode
Nachdem Titos Partisanen 1944 die Macht in Jugoslawien übernahmen, erwuchs aus Radio Belgrad ein neues, diesmal unter kommunistischem Kommando stehendes einflussreiches staatliches Rundfunkmedium.
Heute produziert Radio Belgrad fünf verschiedene Programme. Der Sender besitzt ein wertvolles Archiv von mehreren hunderttausend Aufnahmen, Magnetbandkassetten und CDs.
Seit 1994 benutzt Radio Belgrad ein PC-basiertes radio playout system, bekannt als HD Player.

## Programme

### RB 1
RB 1 sendet Nachrichten und Programme zu aktuellen Themen. Die Station bietet auch Entertainment und Kultursendungen an.

### RB 2 und RB 3
RB 2 ist ein Kulturkanal, dessen Programm zwischen 6:00 Uhr 20:00 Uhr zu empfangen ist. Die Station ist bekannt für ihre Dokumentationen, religiöse Diskussionen, klassische Musik, Evergreens, Jazz und Satire. RB 3 sendet von 20:00 Uhr bis 6:00 Uhr über dieselben Frequenzen wie RB 2. Das Programm besteht hauptsächlich aus klassischer Musik.

### Beograd 202
Diese Radio-Station ist für das Agglomerationsgebiet von Belgrad gedacht, sendet aber auch über verschiedene weitere Frequenzen in anderen Teilen Serbiens über UKW und Mittelwelle. Es werden Kurznachrichten, Rock- und Pop-Musik ausgestrahlt. Die Moderatoren der verschiedenen Musikprogramme animieren die Zuhörer, ihre Meinungen und Ideen via SMS und übers Internet mitzuteilen. Belgrad 202 hat auch ein spezielles Morgenprogramm von 6:00 Uhr bis 9:00 Uhr, das sich um aktuelle kulturelle, soziale und politische Trends dreht.
Der Name des Senders leitet sich von der ursprünglichen Mittelwellen-Sendefrequenz 202 Meter (heute 1503 kHz = 199,6 m) ab.

## Mitarbeiter
Der Sender beschäftigte 2005 470 Mitarbeiter, davon 210 bei Radio Belgrad 1, 80 bei Radio Belgrad 2, 23 bei Radio Belgrad 3, 17 im Dramenprogramm, 60 bei Radio Belgrad 202, 24 bei Radio 101 und 56 Programmhelfer.